# Fasil Ghebbi
Fasil Ghebbi (amh. ፋሲል ግቢ) – kompleks zamków w mieście Gonder w Etiopii, które w XVII i XVIII wieku pełniły funkcję rezydencji cesarzy Etiopii. Bywa określany jako „afrykański Camelot”.
W 1979 roku kompleks został wpisany na listę światowego dziedzictwa UNESCO.

## Historia
Miasto Gonder zostało założone w 1636 roku przez cesarza Fasiledesa (1632–1667) i wkrótce stało się politycznym i handlowym centrum Etiopii. Bogaty ośrodek zaczął przyciągać rzemieślników i artystów z całego kraju. Według przekazów pierwszy zamek został zaprojektowany przez budowniczego z Indii, kolejne były już budowane przez samych Etiopczyków. Jak zaświadcza szkocki podróżnik James Bruce, który przebywał podówczas w Etiopii, w pracach uczestniczyli też budowniczy pochodzenia greckiego. Jest również możliwe, że pewien wpływ na powstanie zamków mieli jezuici portugalscy.
Kompleks służył jako siedziba etiopskiego ośrodka władzy do 1864 roku.

## Architektura
Na kompleks Fasil Ghebbi składają się zamki, pałace, kościoły oraz inne budynki. Architektonicznie Fasil Ghebbi przypomina europejskie zamki średniowieczne i bywa określany jako „afrykański Camelot”. Całość otoczona jest kamiennym murem o długości 900 metrów. W skład zespołu pałacowego wchodzą m.in.:
- pałac Fasiledesa – zbudowany z drewna i gliny ok. 1640 roku, trzypiętrowy pałac cesarza Fasiledesa jest największą budowlą kompleksu[5]. Jego architektura zdradza wpływy portugalskie, indyjskie i aksumickie[5]. Odrestaurowany w latach 1999–2002 przy pomocy środków UNESCO[5].
- biblioteka Jana I – dwupiętrowa biblioteka i trzypiętrowe archiwum królewskie zostały wzniesione przez syna Fasiledesa – cesarza Jana I (1640–1682)[5][6]. Zostały częściowo zniszczone podczas bombardowań brytyjskich siedziby włoskiego dowództwa na terenie Fasil Ghebbi podczas II wojny światowej[6].
- pałac Ijasu Wielkiego – jeden z największych i najbardziej bogato zdobionych pałaców na terenie kompleksu, wzniesiony przez Jozue I Wielkiego (1686–1706) – za czasów swojej świetności miały zdobić go ornamenty z kości słoniowej, złote liście, kamienie szlachetne i malowidła[6]. Został częściowo zniszczony podczas trzęsienia ziemi w 1704 roku oraz podczas bombardowań brytyjskich w 1941 roku[6].
- kościół Gemdża Ber Marjam – wzniesiony przez cesarza Fasiledesa w 1655 roku i według tradycji miejsce jego spoczynku[6].